# Kristian Bach Bak
Kristian Bach Bak (tidligere Bak Nielsen) (født 20. oktober 1982 i Kibæk) er en dansk tidligere professionel fodboldspiller, der spillede i FC Midtjylland i Danmark. Fra sommeren 2016 er han desuden assistenttræner i klubben.
Kristian Bach Bak spillede primært som højre back eller midterforsvar. Han er 185 cm høj og vejer 83 kg.

## Karriere
Hans første fodboldklub var Kibæk IF, men han begyndte allerede at spille i Ikast FS i junioralderen. Ikast FS fusionerede senere med Herning Fremad og skabte FC Midtjylland. Her fik Kristian Bach Bak i foråret 2003 sit gennembrud på førsteholdet. Han fik hurtigt en stamplads og opnåede til sidst i sin tid i klubben at blive anfører. I sommerpausen 2007 søgte han nye udfordringer i SC Heerenveen, som han skrev en 4-årig kontrakt med. 
Han valgte i august 2010 at vende hjem til FC Midtjylland, hvor han er tiltænkt rollen som omdrejningspunkt på et ungt hold.
Kristian Bach Bak har i seks omgange været udtaget til ligalandsholdet, og han har repræsenteret Danmark i en enkelt U/21-landskamp. I forbindelse med en venskabskamp mod Tyskland den 28. marts 2007, blev han efterudtaget til A-landsholdet, men opnåede dog ikke debut.

## Personlige forhold
Kristian Bak blev den 16. november 2013 gift med Diana Bach, og ændrede ved den lejlighed sit navn.